# Motala ström
Motala ström – rzeka w Szwecji, w Östergötland. Odwadnia jezioro Wetter, z którego wypływa w Motali. Uchodzi do Bråviken, zatoki Morza Bałtyckiego, w okolicach Norrköping.
Długość wynosi ok. 100 km (od Motali do ujścia do Bråviken w Norrköping). Powierzchnia zlewni – 15 481,2 km².
W pierwszej połowie XIX wieku równolegle do rzeki zbudowano Kanał Gotyjski.